# Sarah Blaffer Hrdy
Sarah Blaffer, coniugata Hrdy (Dallas, 11 luglio 1946), è un antropologa, psicologa e primatologa statunitense; professoressa emerita di Antropologia alla Università della California - Davis, ha dato contributi fondamentali nei campi della Psicologia evoluzionista e della Sociobiologia..

## Biografia
Sarah Blaffer è nata a Dallas (Texas) nel 1946, è cresciuta a Houston (Texas), si è diplomata alla St. Timothy's School di Stevenson (Maryland) nel 1964, ha conseguito la laurea triennale in Antropologia al Radcliffe College (oggi parte dell'Università Harvard) nel 1969, ha continuato gli studi ad Harvard fino a conseguire il PhD in Antropologia nel 1972 con Irven DeVore e Robert Trivers dopo i suoi studi sulle cause di infanticidio dei langur di Abu. Si riteneva che l'uccisione dei cuccioli di langur fossero legati alla sovrappopolazione; la ricerca di Sarah Blaffer Hrdy mostrò che gli infanticidi erano legati soprattutto al successo riproduttivo maschile, ossia al desiderio dei maschi di diffondere il loro patrimonio genetico. L'uccisione dei cuccioli di sesso maschile da parte di langur maschio, che assume il controllo di un gruppo, determina nella madre l'interruzione dell'allattamento e quindi la ripresa dell'estro e della disponibilità sessuale. Blaffer Hrdy ha esaminato le strategie femminili tese a proteggere la propria prole. Blaffer Hrdy si è interessata alla partecipazione dei padri nella cura dei figli, tendenza in forte crescita nella specie umana.
Nel 2002 è stata inclusa dalla rivista di divulgazione scientifica  «Discover» tra le 50 più influenti donne della scienza.  Nel 2013 ha ricevuto il Lifetime Career Award for Distinguished Scientific Contribution dalla prestigiosa Human Behavior and Evolution Society.

## Opere
- (EN) The Black-man of Zinacantan: A Central American Legend, collana The Texas Pan American Series, Austin, University of Texas Press, 1972, ISBN 0-292-70701-0.
- (EN) The Langurs of Abu: Female and Male Strategies of Reproduction, Cambridge, Harvard University Press, 1977, ISBN 0-674-51058-5.
- (EN) The Woman that Never Evolved, Cambridge, Harvard University Press, 1982, ISBN 0-674-95539-0.
  - edizione italiana:  La Donna che non si è evoluta: ipotesi di sociobiologia, traduzione di Marco Ingrosso, Milano, Franco Angeli Editore, 1985.
- (EN) Sarah Blaffer Hrdy e Glenn Hausfater (a cura di), Infanticide: Comparative and Evolutionary Perspectives, New York, Aldine Publishing Co., 1984, ISBN 0-202-36221-3.
- (EN) Mother Nature: A History of Mothers, Infants and Natural Selection, New York, Pantheon, 1999, ISBN 0-679-44265-0.
  - edizione italiana:  Istinto materno: Tra natura e cultura, l’ambivalenza del ruolo femminile nella riproduzione della specie, traduzione di Sylvie Coyaud, Milano, Sperling & Kupfer, 2001, 88-200-3033-0.
- (EN) Mothers and Others: The Evolutionary Origins of Mutual Understanding, Cambridge, Harvard University Press, 2009, ISBN 0-674-03299-3.
- (EN) Father Time: A Natural History of Men and Babies, Princeton University Press, 2024, ISBN 0-691-23877-4.
  - edizione italiana:  Il tempo dei padri: l'istinto maschile nella cura dei figli, traduzione di Gianna Cernuschi, Torino, Bollati Boringhieri, 2024, ISBN 978-88-339-4339-8.